# Bratz
 (janvier 2017).
Si vous disposez d'ouvrages ou d'articles de référence ou si vous connaissez des sites web de qualité traitant du thème abordé ici, merci de compléter l'article en donnant les références utiles à sa vérifiabilité et en les liant à la section « Notes et références ».
Bratz est une marque américaine appartenant à la société MGA Entertainment. Bien que la marque se décline en divers produits dérivés, film, films d’animations, albums et plus encore, l’univers Bratz est essentiellement fondé sur une ligne de poupées mannequins apparue en 2001.
Caractérisées par leurs lèvres pulpeuses et leurs proportions fictives, elles ont eu un énorme succès durant les années 2000, mettant à l'épreuve la célèbre poupée Barbie, et ont exercé une forte influence sur le monde du jouet.
Malgré le déclin des ventes de poupées, les Bratz restent des figures emblématiques de la culture populaire et continuent à inspirer, notamment sur les réseaux sociaux comme Instagram.
En 2018, MGA a lancé une ligne de poupées Bratz destinée aux collectionneurs, conçue par l’illustrateur britannique Hayden Williams.

## Histoire
En 2001, alors qu’il travaille encore comme dessinateur pour Mattel au sein du département « produits de collection Barbie », Carter Bryant propose son idée de poupées Bratz à MGA, en fournissant au fabricant de jouets quelques croquis préliminaires accompagnés d’une figurine rudimentaire. MGA lui offre alors un contrat de consultant et, le jour où il signe l’accord avec MGA, M. Bryant informe Mattel de son intention de démissionner. Il donne deux semaines de préavis et se met immédiatement au travail pour créer un prototype de poupée Bratz pour MGA. Les dessins utilisés pour présenter l’idée de la poupée servent alors à créer la première génération de poupées, baptisées Cloé, Yasmin, Sasha et Jade. À la suite du succès commercial de Bratz, le fabricant de jouets Mattel découvre le rôle joué par M. Bryant. Il entame un premier procès en 2004, estimant que M. Bryant a violé son contrat de travail. S’ensuivent toute une série de plaintes et demandes reconventionnelles et tous les éléments concernant la propriété des poupées Bratz sont réunis.
Les poupées Bratz 2015 ont rencontré une réaction négative des fans, qui croyaient que MGA Entertainment ne les respectait pas, les ignorait et essayait de commercialiser la marque sur le mauvais profil démographique, en enlevant ce qui rendait les Bratz si spéciales. En raison des mauvaises ventes et des nouvelles poupées Bratz, seules deux lignes ont été produites pour l'automne 2016, et MGA a répondu aux courriels des fans en expliquant qu'ils prenaient une pause dans la confection des poupées Bratz. Le président de MGA Entertainment et le chef de la direction Isaac Larian ont annoncé sur Twitter le 16 janvier que Bratz serait relancé pour une troisième fois, avec de nombreux changements basés sur les commentaires des fans. En se basant sur les commentaires de plusieurs anciens fans de Bratz, ils ont rejeté les nouvelles poupées Bratz et ont préféré les poupées Bratz avant la relance à l'automne 2015 (et dans une certaine mesure avant la relance à l'automne 2010). Le 21 mai 2017, Larian a encore une fois annoncé sur Twitter que les Bratz seraient de retour à l'automne 2018.

## Modèles apparus depuis la fin 2002
- Meygan Gomery (vert ; Funky Fashion Monkey) : yeux bleus, cheveux châtain presque roux
- Dana (mauve ; Sugar Shoes) : brune aux yeux bleus
- Nevra (ambre ; reine des abeilles) : peau foncée, cheveux bruns et yeux bleus
- Fianna (écarlate ; Fragrance) : latina aux cheveux clairs et aux yeux verts
- Phoebe (orange ; Sugar, jumelle de Roxxi) : cheveux auburn avec des mèches noires et yeux violet clair
- Roxxi (rouge ; Spice, jumelle de Phoebe) : cheveux auburn avec des mèches noires et yeux violet clair
- Kumi (bleu turquoise ; Lucky Bug) : asiatique
- Tiana : cheveux noirs et yeux bruns
- May Lin : asiatique
- Vinessa (violette améthyste ; Stylin' Sheep) : blonde avec la peau foncée
- Katia (citron vert ; Flirty Turtle) : brune aux yeux verts
- Leah (rouge-orangé ; Reine Délicate) : blonde, châtain, brune, rousse...
- Orianna (jaune clair ; Chouette Moufette, sœur de Valentina et Siernna) : blonde avec des mèches auburn et aux yeux bleus
- Valentina (bleu clair ; Jolie Chiot, sœur d'Orianna et Siernna) : blonde avec des mèches auburn et aux yeux bleus
- Siernna (rose clair ; Kool-ala, sœur de Valentina et d'Orianna) : blonde avec des mèches auburn et aux yeux bleus
- Félicia (vert clair ; Glam Gecko) : peau noire très foncée, cheveux brun foncé avec les yeux marron
- Sharidan (orchidée ; Sparklin' Sheep) : cheveux noirs et yeux violets
- Lilee : Blonde avec des mèches auburn et les yeux bleus
- Breeana (rose magenta ; funky Fée) : rousse aux yeux mauves
- Krista : blonde, jumelle de Lela
- Lela : blonde, jumelle de Krista
- Kiani : petite sœur de Lilani
- Lilani : grande sœur de Kiani
- Tess : jumelle de Nona
- Nona : jumelle de Tess
- Aubrey
- Destiny
- Kina
- Peyton : jumelle de Neveah
- Nevaeh : jumelle de Peyton

## Bratzillaz
Les Bratzillaz sont des poupées dérivées de la gamme Bratz, sorties en 2012, où les héroïnes sont des sorcières étudiantes. Elles ont été créées pour concurrencer les poupées Monster High de Mattel.

### Modèles
- Cloetta Spelletta (Cloe)
- Yasmina Clairvoya (Yasmine)
- Meygana Broomstix (Meygan)
- Sachabella Paws (Sacha)
- Jade J'adore (Jade)

### Webisodes
Le 13 juillet 2012, la chanson officielle des poupées a été révélée dans un clip vidéo en direct, qui a été tourné au Domaine Canfield-Moreno. En août, MGA a publié le premier webisode Bratzillaz sur le site officiel et sur YouTube. Un deuxième webisode a été diffusé des semaines plus tard, le 11 septembre 2012. La première saison a été diffusée jusqu'au 4 janvier 2013. Du 24 juin 2013 au 22 juillet 2013, il y avait une courte série de vidéos sur les princesses Sorcières intitulé Witchy Princesses Adventure qui n'a pas été considérée comme faisant partie de la série.
Saison 1
1. Bienvenue à l'académie!
2. Une frénésie de fourrures
3. Double Trouble
4. Un Rendez-Vous Stressant
5. Sur la piste
6. Le Grand Écran
7. Plus tard, Alligator
8. Entête et Défaite
9. Bain de Minuit
10. Mordu de Mode

## Logo

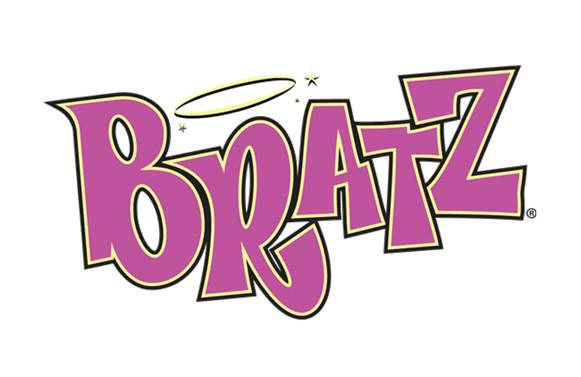
Logo de la marque de 2001 à 2013, réutilisé depuis 2015.
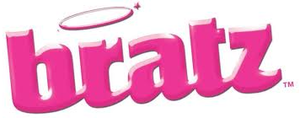
Logo de l’adaptation cinématographique en 2007.
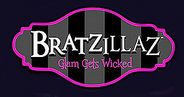
Logo de la série dérivée Bratzillaz.
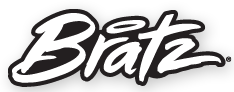
Logo de la marque de 2013 à 2015.

## Cinéma

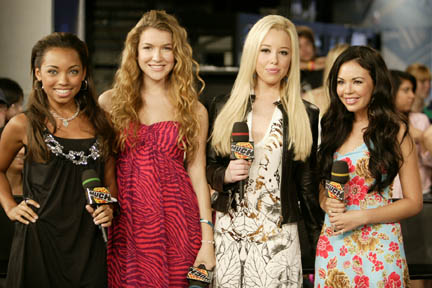
Logan Browning, Nathalia Ramos, Skyler Shaye et Janel Parrish interprètent les Bratz dans l’adaptation cinématographique en 2007.

Un film intitulé Bratz : In-sé-pa-rables ! est sorti le 3 aout 2007 aux États-Unis. Comprenant comme vedettes Nathalia Ramos, Skyler Shaye, Logan Browning et Janel Parrish, il a rencontré un échec commercial et critique cuisant.

## Série télévisée
- 2005-2008 : Bratz (série d'animation 3D)
- 2016 : Bratz: BFF (série d'animation en stop motion)

## Vidéos

### Animation 2D
- 2004 : Bratz : La Star Party
- 2006 : Bratz Babyz : The Movie

### Animation 3D
- 2005 : Bratz : Rock Angelz (introduction à la série télévisée)
- 2006 : Bratz : Génie et Magie / et la magie du Génie
- 2006 : Bratz : Une passion pour la mode Diamondz / et la passion de la mode
- 2007 : Bratz : Féez de la mode
- 2007 : Bratz Kidz : Une Soirée pyjama / Aventure nocturne
- 2007 : Bratz Super Babyz
- 2008 : Bratz Kidz: Contes de Fées
- 2008 : Bratz : Girlz Really Rock
- 2008 : Bratz Babyz Save Christmas
- 2010 : Bratz : Pampered Petz
- 2012 : Bratz : Desert Jewelz - Genie Magic 2
- 2013 : Bratz Go to Paris : The Movie (épisodes 20 à 22 de la saison 1 de la série télévisée)

### Vidéos interactives
- 2006 : Livin’ It Up With The Bratz
- 2007 : Bratz : Glitz N’ Glamour
- 2008 : Lil' Bratz : Party Time

## Jeux vidéo
Une douzaine de jeux vidéo ont été adaptés de la franchise.

## Albums de musique
- 2005 : Bratz : Rock Angelz
- 2006 : Bratz : Genie Magic
- 2006 : Bratz : Forever Diamondz
- 2007 : Bratz : Fashion Pixiez
- 2007 : Bratz : Motion Picture Soundtrack (bande originale du film Bratz - In-sé-pa-rables !)
- 2008 : Bratz : Girlz Really Rock